# Forberedt - også på det værste
Forberedt - også på det værste er en dansk dokumentarfilm fra 1977, der er instrueret af Flemming Arnholm.

## Handling
Øvelse med de fire værn: 
- Hæren
- Søværnet
- Flyvevåbnet
- Hjemmeværnet
- Nato i Jylland. (Kilde: Statens Kortfilm)[1]